# Mike Varney
Mike Varney (Novato, 29 ottobre 1957) è un produttore discografico statunitense noto principalmente per aver fondato le case discografiche Shrapnel Records, Tone Center, Blues Bureau International e Magna Carta Records.

## Biografia
Ha prodotto numerose band celebri, tra cui L.A. Guns, Michael Schenker Group, Thunder, Great White, UFO, e Racer X, contribuendo in maniera sostanziale al loro successo.
Ha anche portato alla fama chitarristi solisti quali Shawn Lane, Richie Kotzen, Paul Gilbert, Brett Garsed, Tony MacAlpine, Greg Howe, Marty Friedman, Michael Lee Firkins, Vinnie Moore e Jason Becker, i quali entrarono in contatto con Varney grazie ad una sezione della rivista Guitar Player Magazine.

## Artisti prodotti da Mike Varney

### Shrapnel Records
- Apocrypha
- Artension
- Bango Tango
- Bernd Steidl
- Brides of Destruction
- Cacophony
- Chastain
- Craig Goldy
- Crimeny
- Culprit
- Darren Housholder
- Derek Taylor
- Eniac Requiem
- Fretboard Frenzy
- George Bellas
- George Lynch
- Glenn Hughes
- Great White
- Greg Bissonnette
- Greg Howe
- Haji's Kitchen
- Howe II
- Jake E Lee
- James Byrd Group
- James Murphy
- Jason Becker
- Jeff Watson
- Jizzy Pearl
- Joey Tafolla
- John5
- John West
- L.A. Guns
- Marc Rizzo
- Marty Friedman
- Mayadome
- Michael Lee Firkins
- Michael Schenker Group
- Mogg/Way
- Paul Gilbert
- Racer X
- Richie Kotzen
- Scott Stine
- Stephen Ross
- Timelord
- Toby Knapp
- Todd Duane
- Tony Fredianelli
- Tony MacAlpine
- UFO
- Vinnie Moore
- Vitalij Kuprij
- War & Peace
- Winger
- Yngwie Malmsteen

### Tone Center Records
- Adam Rogers
- Anthony Jackson
- Bill Connors
- Bill Frisell
- Bireli Lagrene
- Brett Garsed
- Chris Duarte
- Citriniti
- Craig Erickson
- Dave Liebman Aydin Essen
- Dennis Chambers
- Eric Johnson
- Fabrizio Leo
- Frank Gambale
- Gary Willis
- Jack DeJohnette
- Jeff Richman
- Jimmy Haslip
- Jimmy Herring
- Jing Chi
- John Abercrombie
- John Patitucci
- John Scofield
- Kai Eckhardt
- Larry Coryell
- Mike Stern
- OHM
- Pat Martino
- Rachel Z Trio
- Rob Wasserman
- Robben Ford
- Ron Keel
- Scott Henderson
- Scott Kinsey
- Simon Phillips
- Steve Bailey
- Steve Khan
- Steve Kimmock
- Steve Lukather
- Steve Marcus
- Steve Morse
- Steve Smith
- Stuart Hamm
- TJ Helmerich
- T Lavitz
- The Michael Landau Group
- The Royal Dan
- Tom Coster
- Victor Wooten
- Vinnie Colaiuta
- Vital Techtones
- Walter Trout
- Warren Haynes

### Blues Bureau Records
- Blindside Blues Band
- Chris Cobb
- Craig Erickson
- Dave Goodman
- Eric Gales
- Garth Webber
- Glenn Hughes
- Howling Iguanas
- Joe Louis Walker
- Johnny Nitro
- Jon Butcher
- Kevin Russell
- L.A. Blues Authority
- Leslie West
- Little John Crisley
- Marc Ford
- Neal Schon
- Pat Travers
- Paul Gilbert
- Richie Kotzen
- Rick Derringer
- Scott Henderson
- Stoney Curtis Band
- T.J. Parker
- Outlaws
- Tom Castro
- Tony Spinner

### Magna Carta Records
- Age of Nemesis
- Alex Skolnick
- Altura
- Andy West
- Anthropia
- Attention Deficit
- Bill Cutler
- Billy Sheehan
- Bozzio & Sheehan
- Bozzio, Levin, Stevens
- Caliban
- Cario
- Clinton Administration
- Dali's Dilemma
- David Lee Roth
- December People
- Derdian
- Derek Sherinian
- Drum Nation
- Dug Pinnick
- Enchant
- Ethan Brosh
- Explorers Club
- Fareed Haque
- Hideous Sun Demons
- Ice Age
- James LaBrie
- Jordan Rudess
- Kansas
- Khallice
- Kris Norris Projekt
- Lemur Voice
- Leonardo
- Lief Sorbye
- Liquid Tension Experiment
- Liquid Trio Experiment
- Magellan
- Martone
- Michael Lee Firkins
- Mike Portnoy
- Niacin
- OHMphrey
- Oz Noy
- Ozric Tentacles
- Robert Berry
- Robert Walter
- Royal Hunt
- School of The Arts
- Shadow Gallery
- Speakers For The Dead
- Steve Morse
- Steve Stevens
- Stripsearch
- Tempest
- Terry Bozzio
- The Lonely Bears
- Tiles
- Tishamingo
- Tony Hymas
- Tony Levin
- Totalasti
- Under the Sun
- Vapourspace
- World Trade